# Marquinhos (Fußballspieler, 1989)
Marcos Antônio da Silva Gonçalves, genannt Marquinhos, (* 19. Oktober 1989 in Prado, BA) ist ein ehemaliger brasilianischer Fußballspieler. Der Rechtsfuß spielte vorwiegend im offensiven Mittelfeld.

## Karriere
Seine fußballerische Grundausbildung erhielt der Spieler beim EC Vitória in Salvador. Marquinhos wechselte in der Saison 2008 in den Kader der Erstligamannschaft. Sein erstes Spiel in der Série A bestritt er am 10. Mai 2008 gegen den Cruzeiro EC. In derselben Saison erzielte er auch sein erstes Tor in der Liga. Im Spiel gegen den SC Internacional traf er in der 17. Minute zur 1:0-Führung (Entstand 2:1). Er wurde aber bereits im Jahr darauf zunächst an die SE Palmeiras aus São Paulo und dann an den CR Flamengo nach Rio de Janeiro ausgeliehen, um Erfahrungen zu sammeln. Bei Palmeiras gab Marquinhos sein Debüt auf internationaler Klubebene. In der Copa Libertadores 2009 lief er am 17. Februar 2009 gegen LDU Quito auf. In dem Spiel wurde in der Halbzeitpause eingewechselt. Im Zuge seines kurzen Aufenthaltes bei Flamengo Rio de Janeiro konnte Marquinhos mit der Staatsmeisterschaft von Rio de Janeiro 2011 seinen ersten Erfolg feiern. Nach seiner Rückkehr 2012 setzte er sich schnell in der Profimannschaft durch und kam zu regelmäßigen Einsätzen. Am 12. Juni 2012 bestritt er sein 100. Spiel für den Verein.
Am 5. Juni 2014 wurde der Wechsel des Spielers nach Belo Horizonte zum Cruzeiro EC bekanntgegeben. Mit dem Klub konnte er die Série A 2014 gewinnen. Am 20. Mai 2015 spielte er mit Cruzeiro gegen den AC Mineros de Guayana in der Copa Libertadores 2015. In dem Spiel erzielte er in der 83. Minute mit dem rechten Fuß nach Vorlage von Eugenio Mena seinen ersten internationalen Treffer.
Anfang 2016 ging Marquinhos zum SC Internacional nach Porto Alegre, blieb dort aber nur bis Ende August 2016. Er wechselte in der laufenden Saison dann zum 1. September 2016 als Leihe zum Ligakonkurrenten FC São Paulo. Zu Einsätzen in der Meisterschaft kam er nicht mehr. Schon im Januar 2017 wurde sein nächster Wechsel bekannt gegeben. Internacional lieh Marquinhos bis Ende 2017 an Sport Recife aus. Auch für die Saison 2018 spielte Marquinhos keine Rolle in der Kaderplanung von Internacional. Er wurde für die Saison an América Mineiro ausgeliehen. Mit dem Ende der Saison im Dezember lief auch sein Kontrakt mit Internacional aus.
Erst im August 2019 fand Marquinhos einen neuen Klub. Beim Guarani FC erhielt er einen Vertrag bis Jahresende. Bis Februar 2020 war er wieder vertrags- und vereinslos. Ende Februar verpflichtete ihn der brasilianische Verein AD Bahia de Feira aus Feira de Santana. Hier stand er bis Anfang November 2020 unter Vertrag. Im November 2020 ging er nach Asien. Hier unterzeichnete er in Hongkong einen Vertrag beim Hong Kong Pegasus FC. Der Verein spielte in der ersten Liga, der Hong Kong Premier League. Nach Beendigung der Hong Kong Premier League 2020/21 kehrte er nach Brasilien zurück.
Im Juli 2021 wurde Marquinhos dann vom CS Alagoano unter Vertrag genommen. Danach wurde er 2023 von CA Catarinense verpflichtet, kam aber zu keinen Einsätzen. Danach beendete er seine aktive Laufbahn.

## Erfolge
Vitória
- Staatsmeisterschaft von Bahia: 2008, 2013

Flamengo
- Taça Guanabara: 2011
- Taça Rio: 2011
- Staatsmeisterschaft von Rio de Janeiro: 2011

Cruzeiro
- Campeonato Brasileiro de Futebol: 2014

Internacional
- Staatsmeisterschaft von Rio Grande do Sul: 2016

Sport Recife
- Staatsmeisterschaft von Pernambuco: 2017